# Гонзага ди Кастел Гофредо, Кастильоне е Солферино
Гонзага ди Кастел Гофредо, Кастильоне е Солферино (на италиански: Gonzaga di Castel Goffredo, Castiglione e Solferino) е кадетски клон на династията Гонзага.

## История
Феодите Кастильоне и Солферино са част от владенията на първия маркграф на Мантуа Джанфранческо I Гонзага, който ги оставя в наследство на децата си. След смъртта му през 1444 г. те са оставени на Алесандро (заедно с феодите Кастел Гофредо и Медоле). Алесандро умира бездетен през 1466 г. и по-големият му брат Лудовико III дава земите (феодите Кастильоне и Солферино, както и Луцара и Повильо) на сина си Родолфо. Неговият по-голям брат Федерико продължава традицията на Маркграфство Мантуа като Федерико I. Младият Джанфранческо е основател на кадетския клон Сабионета и Боцоло. Сестра му Барбара се омъжва за херцог Еберхард V от Вюртемберг. Двамата синове на Родолфо, Джанфранческо и Алоизио (Луиджи Алесандро), продължат отделните клонове на Луцара и Кастел Гофредо, Кастильоне и Солферино. 
Последният управляващ владетел на Кастильоне е Фердинандо II. На 23 декември 1691 г. народно въстание го принуждава да бяга. Имперската власт конфискува феодите му поради лошото му управление и въпреки Договора от Ращат през 1714 г., който налага връщането на земите на законния княз, семейството никога не си връща владението на феодите. Семейство Гонзага живее в изгнание във Венеция и Испания и остава претендент до 1772 г., когато княз Луиджи III, племенник на Фердинандо II, подписва отказа от права в полза на императрица Мария Терезия от Австрия на 26 юли 1773 г. и Княжество Кастильоне, Медоле и Солферино е присъединено към Мантуа, вече австрийска. Кадетската линия на Кастильоне и Солферино изчезва заедно с него през 1819 г.

## Галериите на Гонзага в Кастильоне
Последните археологически проучвания (2015 г.), проведени от италианския археолог Андреа Бозио Беланди, разкриват множество тунели в подземието на замъка в Кастильоне, построени по всяка вероятност по време на управлението на Франческо Гонзага през 17 век, които свързват различни сгради в историческия център с един друг.

## Маркграфове на Кастел Гофредо
| управление  | изображение | име                                    | раждане и смърт             |
| 1444 - 1466 |             | Александро                             | (1427 - 1466)               |
| 1466 - 1478 |             | Лудовико III                           | (1412 - 1478)               |
| 1478 - 1479 |             | Родолфо и Лудовико                     | (1452 - 1495) (1460 - 1511) |
| 1479 - 1511 |             | Лудовико                               | (1460 - 1511)               |
| 1511 - 1549 |             | Алоизио                                | (1494 - 1549)               |
| 1565 - 1592 |             | Алфонсо от 1549 до 1565 г. е под опека | (1541 - 1592)               |
| 1592 - 1593 |             | Родолфо                                | (1569 - 1593)               |

След смъртта на Родолфо неговият по-малък брат Франческо, маркиз на Кастильоне и негов наследник, претендира да включи феода Кастел Гофредо. Но след дълги спорове с императора, през 1602 г. е обединен с Херцогство Мантуа при Винченцо I Гонзага в замяна на земите на Медоле . Така „Гонзага ди Кастел Гофредо“ изчезва.

## Гонзага от Кастильоне
Синьория Кастильоне от създаването си винаги е била под суверенитета на Гонзага от Мантуа (главният клон).
Първият господар на Кастильоне е Алесандро Гонзага, третият син на Джанфранческо Гонзага, 1-ви маркиз на Мантуа, и на Паола Малатеста. Той умира без наследници през 1466 г. и владенията му преминават към брат му Лудовико, 2-ри маркиз на Мантуа. Неговият син Родолфо поставя началото на клона „Гонзага от Кастильоне“.

#### Маркграфове и след това князе на Кастильоне и на Солферино
| управление  | изображение | име                        | раждане и смърт |
| ----------- | ----------- | -------------------------- | --------------- |
|             |             | Родолфо                    | (1452 - 1495)   |
| 1511 - 1549 |             | Алоизио (Луиджи Алесандро) | (1494 - 1549)   |
| 1559 - 1586 |             | Феранте                    | (1544 - 1586)   |
| 1586 - 1592 |             | Родолфо                    | (1569 - 1593)   |
| 1592 - 1616 |             | Франческо                  | (1577 - 1612)   |
| 1616 - 1636 |             | Луиджи                     | (1611 - 1636)   |
| 1636 - 1675 |             | Фердинандо I (княз)        | (1614 - 1675)   |
| 1675 - 1680 |             | Карло                      | (1616 - 1680)   |
| 1680 - 1707 |             | Фердинандо II              | (1648 - 1723)   |

На 13 март 1707 г. в Милано е подписан договорът, предвиждащ отстъпването на Херцогство Мантуа под властта на император Йозеф I.

### Претенденти за Княжество Кастильоне
Легитимни
- Луиджи II (* 1680, † 1746), син на Фердинандо II
- Леополдо (* 1716, † 1760), син на предходния
- Луиджи III (* 1745, † 1819), син на предходния. Последният от Гонзага ди Кастиьоне.

Странични
- Алесандро (* 1799, † 1850?), син на Джузепе Луиджи Гонзага, син на свой ред Филипо Луиджи Гонзага, син на Франческо Гонзага, син на Фердинандо II Гонзага. Като последният оцелял от линията Гонзага от Кастильоне, въпреки че е потомък на кадетски клон, той претендира за това княжество и за всички останали държави на Гонзага, но умира бездетен.

## Гонзага ди Солферино
Родолфо Гонзага, третият син на Лудовико III Гонзага, има феод и титлата на маркиз на Луцара, Кастел Гофредо, Кастильоне и Солферино след смъртта на баща си през 1478 г. Той получава инвеститурата от император Максимилиан I през 1494 г. По-късно феодът е допълнително разделен между синовете му: Джанфранческо (Луцара) и Алоизио (Кастильоне, Кастел Гофредо и Солферино), които от своя страна основават съответните клонове на Луцара и на Кастильоне и Кастел Гофредо. 
Основателят на Гонзага ди Солферино е Алоизио (или Луиджи Алесандро) Гонзага.
Карло Гонзага е принуден да намери убежище в Кастильоне през 1630 г. и премества двора си тук през 1675 г., сливайки Солферино с Княжество Кастильоне. Така „Гонзага ди Солферино“ изчезват.

### Маркграфове на Солферино
| управление  | изображение | име                        | раждане и смърт |
| ----------- | ----------- | -------------------------- | --------------- |
| 1511 – 1549 |             | Алоизио (Луиджи Алесандро) | * 1494, † 1549  |
| 1549 – 1587 |             | Орацио                     | * 1545, † 1587  |
| 1587 – 1630 |             | Кристиерно                 | * 1580, † 1630  |
| 1675 – 1680 |             | Карло                      | * 1616, † 1680  |

### Херцог на Солферино
„Херцог на Солферино“ е испанска благородническа титла, създадена на 21 декември 1717 г. от испанския крал Филип V в полза на Франческо Гонзага, син на Фердинандо II Гонзага, принц на Кастильоне, и на Лаура Пико дела Мирандола. Името му се отнася до град Солферино в провинция Мантуа, който никога в историята не е бил под испански контрол. Въпреки това това е почит към феодалното владение вече на бащата на първия „испански“ херцог, който е последният (ефективен) от синьорите на Солферино (до 1691 г.), макар че семейство Гонзага отстъпва правата си едва през 1772 г.

### Други
- (EN) Genealogia dei Gonzaga, на genealogy.euweb.cz. Посетено на 20 септември 2023 г.
- Nelle terre dei Gonzaga, на it.wikivoyage.org Посетено на 20 септември 2023 г.